# Entonio Pashaj
Entonio Pashaj (ur. 10 listopada 1984 w Tiranie) – albański piłkarz, w 2005 roku członek albańskiej reprezentacji U-21.